# Chalcopsitta scintillata
Il lori striegialle (Chalcopsitta scintillata Temminck, 1835) è un uccello della famiglia degli Psittaculidi.

## Descrizione
Lori piuttosto particolare e non facile da descrivere: piumaggio generale di un bel verde intenso con sfumature rossastre sul petto; fronte rossa, cosce, parte sotto della coda e copritrici sottoalari rosse con banda giallognola; becco e zampe nere, iride arancio-gialla. La peculiarità è che su tutto il corpo, ma soprattutto sul capo, ai lati del collo e sul petto compaiono piume sottili e setose di colore giallo oro, che danno un effetto di doratura scintillante al piumaggio. I giovani hanno sul capo una predominanza del nero e l'iride marrone; impiegano alcuni anni a raggiungere la livrea adulta. Ha taglia attorno ai 31 cm e si presenta con tre sottospecie:
- C. s. scintillata, la sottospecie nominale, con una porzione molto più estesa di rosso sul petto;
- C. s. chloroptera, con una zona di rosso sulle copritrici sottoalari molto più ridotta;
- C. s. rubrifrons, che rispetto alla sottospecie nominale ha il rosso più tendente all'arancio e la fronte più rossa.

## Distribuzione e habitat
La sottospecie nominale è diffusa con una certa abbondanza nella zona a sud-ovest della Nuova Guinea; la sottospecie C. s. chloroptera è invece localizzata nella parte a sud-est, mentre la sottospecie C. s. rubrifrons è localizzata nelle isole Aru. In cattività è presente, seppur in numero limitato, e si è già riprodotto in più allevamenti.
Abita le foreste secondarie di pianura, quelle a galleria (boscaglia lungo i fiumi), le piantagioni di cocco e le savane: un lori piuttosto adattabile; si muove a singole coppie o in stormi rumorosi, anche di una trentina di individui. Si nutre di nettare (è goloso di quello dell'albero ombrello, Brassaia actinophylla) e di polpa di frutta, e si muove con un volo che pare stentato, fatto di battiti poco profondi e rapidi. Le poche osservazioni compiute sulla sua riproduzione in natura fanno pensare che nidifichi in cavi di alberi molto in alto nel periodo di agosto-settembre.